# IAN (bande dessinée)
Pour les articles homonymes, voir IAN.
IAN est une série de bande dessinée de science-fiction dessinée par Ralph Meyer et écrite par Fabien Vehlmann d'après leur propre idée, dont le premier tome Un singe électrique est sorti le 1er juin 2003.
Le titre de la série, en toutes lettres majuscules, n'est pas seulement un prénom, mais un acronyme pour Intelligence Artificielle Neuromecanique.

## Naissance de IAN
Ralph Meyer et Fabien Vehlmann, qui ont déjà travaillé ensemble sur le one-shot Des lendemains sans nuage en compagnie de Bruno Gazzotti, avaient promis de se retrouver pour faire de nouvelles séries bien qu'alors, Ralph propose à Fabien de continuer l'aventure.
Ils pensent avant tout à une série policière, mais, très vite, par une évidence, ils ont un point commun : la science-fiction. Fabien propose une idée très simple et riche en possibilités, celle d'un androïde traversant les siècles tout en apprenant à être humain. Ralph se sent désappointé et se demande qu'il n'y a pas meilleure manière de parler de l'humain qu'avec le regard d'une intelligence artificielle qui tente d'en comprendre toute la complexité. Là ! le jeune scénariste, qui veut construire un récit qui démarrerait bien avec de l’anticipation proche à la « Blade Runner » et que la série se transforme en récit de science-fiction à la « Star Wars », pense à l'instant à la peau, la partie la plus importante du corps humain, car la plus proche de tout ce qui fait notre sensibilité, qu'il s'agisse de la souffrance ou du plaisir. Ainsi naît le personnage, IAN.

## Description
Dans ce futur oppressant, IAN est un robot doté d’intelligence artificielle pourrait bien devenir le meilleur d’entre nous et d’une apparence humaine qui lui permet de s’intégrer dans une unité d’élite. Après avoir réussi une mission de sauvetage sous-marine et survécu à des émeutes sanglantes, IAN est devenu un fugitif et se retrouve traqué par toute l’armée américaine. Il lui faudra pourtant traverser le pays pour connaître la vérité sur cette entité virtuelle qui prend parfois possession de son corps, et le transforme en combattant meurtrier… Sans jamais verser
dans la caricature, les auteurs s’offrent une réflexion sur le futur éventuel d’une Amérique oppressante et militariste, tout en conservant un véritable sens du divertissement.
2044, en Nouvelle Sibérie, un bathyscaphe se dirige au fond d'un cimetière de croiseurs nucléaires. Les équipages font leur métier avant que l'un d'eux remarque une anomalie sur l'échographie : c'est quelque chose d'énorme qui vient eux. Alerte oblige. De la fenêtre, le capitaine voit que c'est une immense baleine qui, soudain, percute l'engin sous-marin.
Cet incident devient une mission pour l'unité 21 de la Special Rescue Section à Tucson de l'Arizona, dirigée par le commandant Saul, un black réputé pour son efficacité, la colonel Singelton leur présente en pleine réunion les professeurs Joseph Remsky et Claire Neyman de l'AIRI (Artificial Intelligence Research Institute) qui, par la suite, leur expliquent leur travail depuis dix ans sur un nouveau prototype d'androïde doté d'intelligence artificielle qui doit être testé au plus vite possible.
Intriguée, l'unité demande à le voir. Justement, ce dont on parle est à côté du professeur Joseph Remsky qui leur présente IAN, la première Intelligence Artificielle Neuromecanique...
Et il est loin d'un androïde parfait bien que souvent il s’interroge, parfois il doute et surtout il est pris de crises...

## Analyse
Le premier tome est prêt et sort le 1er juin 2003.
Mais Ralph change de style de couleur dans le second tome, sorti le 1er octobre 2004 : il dessine d'abord les pages en noir et blanc, puis rajoute des nuances grâce au lavis. Il scanne la page en tenant compte des niveaux de gris, puis réalise les couleurs grâce à l’outil informatique. Cette technique lui permet d’avoir des effets de matière dans les aplats de couleurs. Cela donne un résultat légèrement « bâtard », entre la couleur directe et la couleur par ordinateur.
En ce 3 février 2006 sort le troisième tome où IAN commence à exister pour de vrai.
Le quatrième tome, sorti le 4 mai 2007 et mis en couleurs par Caroline Delabie, est le dernier du premier cycle et laisse à la fin un vrai suspense sur l’avenir de l’androïde.
Il n'y aura pas de second cycle de la série IAN en raison des ventes décevantes des albums, Fabien Vehlmann a été catégorique.

## Publications en français

### Albums
| Cycle   | N° | Titre               | Année        | Couleurs                     | ISBN                     | Notes                                                                                  |
| ------- | -- | ------------------- | ------------ | ---------------------------- | ------------------------ | -------------------------------------------------------------------------------------- |
| Cycle 1 | 1  | Un singe électrique | juin 2003    | Ralph Meyer                  | (ISBN 2-87129-518-2)     |                                                                                        |
| Cycle 1 | 2  | Leçon de ténèbres   | octobre 2004 | Ralph Meyer                  | (ISBN 2-87129-669-3)     | Une jaquette et d'un ex-libris y étaient compris à l'exception de la première édition. |
| Cycle 1 | 3  | Blitzkrieg          | février 2006 | Ralph Meyer                  | (ISBN 2-87129-754-1)     |                                                                                        |
| Cycle 1 | 4  | Métanoïa            | mai 2007     | Caroline Delabie Ralph Meyer | (ISBN 978-2-505-00069-3) |                                                                                        |

### Éditions spéciales
| Titre         | Année         | ISBN                     | Notes |
| ------------- | ------------- | ------------------------ | --- |
| IAN Intégrale | novembre 2007 | (ISBN 978-2-505-00238-3) | Cette intégrale regroupe les quatre tomes en format souple à rabat au pelliculage mat, noir et blanc au lavis ; avec une préface de Mœbius, un avant-propos de Jean-Pierre Andrevon et une interview des deux auteurs. |